# Залізний тато
«Залізний тато» (стилізовано «Zалізний тато») — українське книжкове видавництво, засноване 2016 року.
Видавництво займається випуском «провокативних» книг. За словами засновників «Zалізний тато» — «література інтелектуального дискомфорту».

## Історія
Видавництво засноване в 2016 році Дмитром Савченком.

### Назва
Назва «Залізний тато» була підібрана навмисно для того, щоб «кожен вбачав в цій назві те, що йому подобається». Дмитро Савченко вбачає в назві «Тата Нації», себто певного лідера нації та держави.

## Продукція
|                   | Наше головне світоглядне правило: не друкувати нейтральної літератури! Наша література повинна або закохувати, або відштовхувати, викликати обурення. Головне, щоб вона спровокувала людину на емоцію та на подальшу рефлексію. Тому ми не утримуємося від провокативних тем, ми актуалізуємо досить суперечливу проблематику — і в цьому передбачаємо і бачимо свою місію. |
| — Дмитро Савченко | |

## Автори
- Дмитро Корчинський
- Дмитро Шурхало
- Дмитро Хвощинський
- Іван Семесюк
- Володимир Жаботинський
- Олексій Середюк
- Звіад Ґамсахурдіа
- Аслан Масхадов
- Юрій Руф
- Оксана Лущевська
- Ірина Голуб

## Критика

### Конфлікт з Книжковим Арсеналом
Один з найбільших літературних фестивалів України «Книжковий Арсенал» відмовив у місці для стендів двом видавництвам: «Залізний тато» та «ДІПА». 22 лютого 2019 видавництво «Залізний тато» на своїй сторінці у Facebook опублікувало звернення до оргкомітету Арсеналу, в якому вони закликали «усунути факти цензури та суб’єктивного упередження оргкомітету щодо визначення видавництв-учасників фестивалю». Вони звинуватили керівництво у непрозорих механізмах відбору та фільтрації учасників. Слідом за ним своє публічне обурення висловило й видавництво ДІПА, до якого приєдналися й окремі автори. Міністерство у справах ветеранів спільно з «Мистецьким Арсеналом» створили спеціальну комісію, щоб залагодити питання.
У висновку, в межах фестивалю організували колективний ветеранський стенд, який розташувався у дворі Мистецького арсеналу.